# شیلپریک یکم

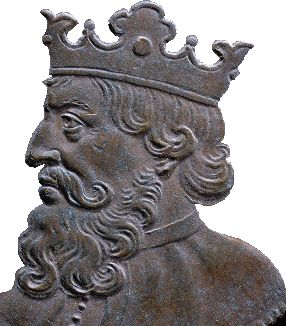
نگاره‌ای از شیلپریک بر یک نشان برنزی

خیلپِریک یا شیلپِریک یکم(زاده۵۳۹-درگذشت سپتامبر۵۸۴ (میلادی)) پادشاه مروونژیِ نوستریا از سال ۵۶۱ تا زمان مرگش بود. وی یکی از پسران کلوتار یکم بود. وی همچنین پدر کلوتار دوم بود که پس از مرگ او بر تخت پادشاهی نشست.